# 伯奇 (內華達州)
伯奇（英語：Birch）是位於美國內華達州尤里卡縣的鬼鎮。

## 歷史
伯奇的郵局於1901年設立，其後於1926年停運。

## 地理
伯奇所處的海拔為高於海平面1788米（即5866英呎），而該地所採用的時區為UTC-8，即太平洋时区（PST）。同時該地設有夏令時間，為UTC-8調快一小時，即UTC-7（PDT）。